# Taharana dubia
Taharana dubia är en insektsart som beskrevs av Walker 1851. Taharana dubia ingår i släktet Taharana och familjen dvärgstritar. Inga underarter finns listade i Catalogue of Life.